# Thymianblütiger Drachenkopf
Der Thymianblütige Drachenkopf (Dracocephalum thymiflorum) ist eine Pflanzenart in der Familie der Lippenblütler (Lamiaceae).

## Beschreibung

### Erscheinungsbild und Laubblatt
Der Thymianblütige Drachenkopf wächst als einjährige, krautige Pflanze, die Wuchshöhen von bis zu 60 Zentimeter erreicht. Die aufrechten Stängel sind wenig flaumig behaart.
Die gegenständig angeordneten Laubblätter wachsen sowohl grundständig als auch als Stängelblätter. Bei den grundständigen und unteren Laubblättern sind die Blattstiele länger als die Blattspreite; bei den oberen Blättern dagegen sind die Stiele kürzer als die Blattspreite. Die einfachen, kahlen Blattspreiten der basalen und unteren Blätter sind bei einer Länge von 10 bis 35 Millimeter und einer Breite von 7 bis 20 Millimeter eiförmig bis eiförmig lanzettlich. Der Spreitengrund ist herzförmig und der Spreitenrand ist gesägt-gezähnt oder gesägt. Die Blattspreiten der oberen Stängelblätter sind insgesamt eiförmig und am Spreitengrund keilförmig.

### Blütenstand und Blüte
Der ährige Blütenstand besteht aus relativ weit auseinanderliegenden Scheinquirlen, die jeweils sechs bis zwölf Blüten und elliptische, spitze und ganzrandige Tragblätter enthalten.
Die zwittrigen Blüten sind zygomorph mit doppelter Blütenhülle (Perianth). Die fünf Kelchblätter sind zu einem etwa röhren- bis glockenförmigen Kelch verwachsen. Die fünf lila-blauen Kronblätter bilden die 7 bis 9 Millimeter lange und den Kelch nur leicht überragende, zweilippige Krone. Die Oberlippe ist zweilappig ausgerandet; die Unterlippe besteht aus drei Lappen, von denen der mittlere ausgerandet und größer als die seitlichen ist. Die beiden hinteren der insgesamt vier Staubblätter sind länger als die beiden vorderen. Die Spitze des Griffel ist gleichmäßig zweigeteilt.

### Chromosomenzahl
Die Chromosomenzahl beträgt 2n = etwa 14, 20.

## Vorkommen
Der Thymianblütige Drachenkopf ist ursprünglich von den baltischen Staaten und dem nördlichen Russland südwärts bis Bulgarien, Ukraine und die Kaukasusregion beheimatet. Er wurde auf den Kanarischen Inseln, in Frankreich, Großbritannien, Polen, in skandinavischen Ländern, in Rumänien und auf der Halbinsel Krim eingebürgert. Weiters wurde er in Nordamerika eingeführt und ist heute in den nördlichen USA und Kanada verbreitet.
Der Thymianblütige Drachenkopf besiedelt mehr oder weniger trockene und offene Lebensräume.

## Systematik
Die Erstveröffentlichung von Dracocephalum thymiflorum erfolgte 1753 durch Carl von Linné in Species Plantarum, Band 2, Seite 596. Synonyme für Dracocephalum thymiflorum L. sind Moldavica thymiflora (L.) Rydb., Ruyschiana thymifolia House, nom. superfl., Dracocephalum thymifolium Houtt. und Zornia parviflora Moench.